# Інфляція в Судані
Інфляція — це підвищення загального рівня цін на товари та послуги в економіці. Інфляція була значною проблемою для економіки Судану в останні роки.

## Історія
Протягом 1970-х років уряд Судану збирав щомісячні дані про споживчі ціни на основі даних, зібраних у трьох містах регіону столиці: Омдурман, Хартум і Північний Хартум. На початку 1970-х річна інфляція була помірною — від 9 до 10 відсотків. Починаючи з 1973 року рівень інфляції зріс через триваючу інфляцію в усьому світі, збільшення грошової маси в результаті дефіцитного фінансування центральним урядом і запозичень державними корпораціями, дефіцит споживчих товарів, проблеми з постачанням, викликані дефіцитом транспорту, і збільшення запозичень приватного сектора. До 1989 року ціни зростали на 74 відсотки щорічно.
Інфляційний тиск тривав у 1990-х роках.  Протягом 1991–1994 років ціни зростали більш ніж на 100 відсотків на рік, а в 1996 році цей показник досяг 130 відсотків. Реалізація програми реформ Міжнародного валютного фонду в 1997 році разом з монетарними реформами центрального банку та зниженням цін на імпортні ненафтові товари та промислові товари уповільнила інфляцію до менше ніж 47 відсотків у тому році, менше ніж до 20 відсотків у 1998 та 1999 роках і до однознакового числа у 2000 році. У 2006 році інфляція становила 7,2 відсотка. Незважаючи на те, що в інших країнах регіону в 2009 році спостерігалося зниження інфляції внаслідок рецесії, сплеск цін в останні місяці того ж року підштовхнув рівень інфляції в Судані до середньорічного рівня 11,2 відсотка та до 13 відсотків у 2010 році.

## Останні події
У період з 2011 по 2017 рік рівень інфляції коливався приблизно від 17% до 44%.
Станом на середину 2018 року рівень інфляції досяг 64% — це третій найвищий показник у світі після Південного Судану та Венесуели, оскільки Судан пережив економічну кризу. У 2020 році рівень інфляції сягнув рекордного рівня – 212%.